# 岩佐拓
岩佐 拓（いわさ たく、1978年4月10日 - ）は、日本のプロレスラー。本名：岩佐 卓典（いわさ たかみち）。

## 来歴
闘龍門の5期生として入門後にT2Pの一員としてメキシコへ渡り、2000年にデビュー。当初は黒のコスチュームに顔面ペイントをした強面キャラだったがイタリアン・コネクションの活躍により存在感は薄かった。2003年のT2P解散後は闘龍門JAPANに合流するが、C-MAXが「岩佐卓典強化月間」と称してメガデスの入場テーマ曲に合わせて勝手にバンド演奏の当て振りをするなど弄り出した頃からギャグ要員になる。これに勘違いした岩佐はC-MAX入りを懇願するがことごとく拒否される。今度は三島来夢と新ユニット「岩佐軍団」を結成しようと画策するが会社から許可が下りず、1勝することを条件に「岩佐軍団結成への道15番勝負」を行うが全敗。三島と共にアメリカへ武者修行の旅に出る。
アメリカでの武者修行後、偽アメリカ人ギミックのマイケル岩佐としてダニエル三島とフロリダ・ブラザーズを結成し帰国。以降、インチキな反則勝ちを繰り返してタッグマッチで連戦連勝し、ギャグ要員として人気を獲得していたが、2006年4月12日に三島と組んでストーカー市川との敗者キャラ剥奪マッチに敗れる（4月23日がフロリダとしての最後の試合）。4月28日からは岩佐拓と改名し、戸澤塾メンバーとなり、戸澤アキラの行動に悩みつつも、戸澤塾の参謀として活動。
2007年6月3日、自身初のタイトルマッチとして新井健一郎と組みGHCジュニアヘビー級タッグ王座に挑戦するも、王座奪取はならなかった。
同年7月11日の後楽園大会にて、CIMAの持つオープン・ザ・ドリームゲート王座への挑戦権を懸けたワンデートーナメントに出場。岩佐拓は1回戦でマグニチュード岸和田に敗れたが、B×Bハルクが顎を負傷したため、急遽敗者復活戦に挑む。結果は斎藤了を下し決勝戦へ。決勝では1回戦で敗れた岸和田に見事リベンジし挑戦権を手に入れた。
同年8月11日、名古屋国際会議場大会にてオープン・ザ・ドリームゲート選手権試合にて【王者】CIMA VS【挑戦者】岩佐の試合が行われ、CIMAのシュバインやイス攻撃を受けるなど激闘の末、CIMAのクロスファイヤーに敗れた。
同年9月22日の大田区体育館大会にて、横須賀享と斎藤了の持つIJタッグ王座に新井健一郎と共に挑戦し勝利。自身初のチャンピオンベルトを獲得。10月12日の後楽園ホール大会において、土井成樹と吉野正人が新設したオープン・ザ・ツインゲートタッグ王座との統一戦を行ったが、30分を超える激闘の末、新井が土井のマスキュラーボムの前に敗れ王座を失った。なお、この試合の序盤で岩佐は左尺骨を骨折したが、そのままの状態で30分間戦ってみせた。しかしその代償は大きく、全治3か月と診断され長期欠場となった。
2008年1月に復帰し、アラケンをパートナーに堀口＆神田とのボンタン・コントラ・ボンタン&スパッツマッチに勝利しボンタンを取り戻す。（ちなみに新岩が敗れた場合はアラケンはフンドシになる予定だった。）
さらに、2月8日に後楽園ホールには土井吉の持つオープン・ザ・ツインゲート統一タッグ王座に挑戦し勝利。2代目王者となり、雪辱に成功する。
2008年11月16日の大阪府立大会におけるオープン・ザ・トライアングル・ゲート王座選手権試合トライアングル・コントラ・解散マッチを新井健一郎、戸澤アキラとのタッグで、望月成晃、ドン・フジイ、マグニチュード岸和田の『絶倫ズ』に挑戦するも敗れ、卒業と言う形で戸澤塾が解散。新井とのタッグも解消となった。
12月19日、鷹木信悟、戸澤アキラと新ユニットを結成。2009年1月11日にドラゴン・キッドが加入し、新ユニット『KAMIKAZE』を立ち上げる。この頃から自身のシングルプレーヤーとしての可能性を模索し始めるも、望月成晃に連敗。2月8日名古屋国際会議場大会において土井成樹の保持するドリームゲートに挑戦したが、これにも敗れてしまう。
2月15日の博多スターレーン大会にて、負傷欠場した戸澤の代打として、鷹木信悟、ドラゴン・キッドとのタッグで『絶倫ズ』のトライアングル・ゲート王座に挑戦。それまで連敗を喫していた望月に熨斗紙を炸裂させフォールを奪い、王座奪取。1週間後のリマッチでも、ドン・フジイを暗転で丸め込み、王座を防衛した。
4月15日のトライアングル・ゲート王座防衛戦でKAGETORAの必殺技、乾坤一擲をくらいフォール負けし王座を失ったうえに首を負傷し、欠場に追い込まれる。
6月21日に復活する。
本来は復帰を使う所をあえて「復活」にしたのは「元いた場所に戻るのではなく、さらに高みを目指す」という意味からである。
しかし、9月27日の武勇伝での試合終了後に突如、事実上の引退を表明（本人は引退を否定）。しかし、鷹木らの説得により引退は撤回した。原因は4月に負傷した首の悪化によるものである。回復の傾向が思わしくなく騙し騙しでやってきたが限界に達したと本人は語った。その後、復帰の時期未定のまま長期欠場することが決まった。引退撤回するまではシリーズ終了後にスタッフになる予定だったとのこと。
この引退報道に関して、自身のブログには「引退するつもりはなかった。スタッフとして帯同しながらまたやるつもりでいた」と引退は誤解であるとコメントしている。首の状態は深刻で、椎間板ヘルニアを患っている上に骨も変形してしまい、医師からは「治る、治らないのレベルではない」と診断を受けている。それは私生活にも大きく影響しており、物を噛むなど体内へのちょっとした衝撃で痺れを起こすほどである。
2010年、5月5日の愛知県体育館でのYAMATO対鷹木信悟戦終了後の揉め事に見かねたKAGETORAからの呼び込みで久々にリングへ登り、揉め事に仲介という形で収拾を付けた。今後しばらくも復帰は無いものの、元気な姿を見せた。
治療中はドラゴンゲートのオフィシャルショップ、ボディアダプトにて働きながら復帰に向けトレーニング・治療を行っており、現在も試合が無い日などは勤務。
KAMIKAZEは「岩佐が戻ってくる場所があるように」と、幾多もの解散の危機を何度も乗り越えている。
2011年3月末の大会で復帰する事が決定し、復帰戦のカードも発表された。鷹木も一時期欠場を余儀なくされていたがこちらも復帰し、KAMIKAZEは海外遠征中の戸澤を除いたフルメンバーが久しぶりに揃う事となった。
ところが、当初復帰予定だった両国大会は東北地方太平洋沖地震の影響で中止となり、復帰が延期となった。
そして4月13日に約1年7ヶ月ぶりとなる復帰を果たした。
そして久しぶりに新井健一郎と“新岩”を再結成し、名コンビぶりを見せている。
その後は引退はしていないものの試合は行わず、オフィシャルショップの店員や神戸などの試合にて売店スタッフとして働いていた。
2014年10月には公式サイトから選手プロフィールが削除されている。12月からTwitterを開設。
現在は、宮城に本社がある株式会社エフシーバンク（主に保険）の代表取締役。

## 得意技
独創性のあるオリジナル技が多く、変則的ながらも理に適ったファイトスタイルが持ち味である。また、タッグマッチで相手二人を同時に極める技を持っているのも特徴である。なお、漢字表記の技は戸澤塾解散まで、技名の頭に「戸澤塾秘伝」や「戸澤塾最終奥義」と付けられていた。
ゴライアス・バードイーター
倒れている相手の（相手が立っている時は右脚を取ってのドラゴンスクリューで倒してから）右脚と右腕を取り、その腕を相手の右膝で挟み込み、そのまま相手の両脚を四の字の形に取って伸びている左脚を腰に乗せ、自分の右膝で相手の右足首を相手の左膝に固定し、相手の頭と左腕を持って後ろに座り込む様にして相手の体を起こし、自分の左脚を相手の首の後ろに回して相手の左腕を取って左足を相手の左脇に捩じ込み、そのまま相手の伸びた左脚をアキレス腱固めに取りつつ右膝で相手の右足を挟み込み極める技。端的に言えばアキレス腱固めと足4の字固めとアームロックとフェイスロックを同時に決める技と言えるが、映像で見てもすぐには技のイメージがつかみにくい上に、言葉や文字では説明が難しい複雑なジャベであり、その複雑さからどこか一箇所が外れてもそのまま極め続ける事ができる。名前の由来は世界最大の蜘蛛ルブロンオオツチグモの別名より。
ルクレチア（旧名：鬼畜固め）
コブラクラッチ式の千秋楽固め。相手の足をエル・ヌドの状態で固め、左腕を正面からコブラクラッチのように巻き込んで、軽く持ち上げ相手の体重を利用して締め上げる。
爆鰤烏賊（ばっくぶりいか）
相手をコブラクラッチに取り、自分は立て膝の状態になって、相手を後ろに倒しつつ立てた膝に背骨をぶつける変形のバックブリーカー。
豪腕（ごうわん）
アックスボンバー。フロリダ時代には"にのうであっぱぁ"の名前で使用していた。
軌跡（きせき）
ゴリースペシャルから前方へ倒れ込む押さえ込み。相手と背中合わせになった状態で相手を自分の背中に担ぎ上げ、相手のつま先を自分の太ももに引っかけてから逆さ押さえ込みのように押さえ込む。途中までの体勢が後述の熨斗紙と同型であるため、熨斗紙に行くと見せかけて軌跡に移行（またはその逆）などと応用できる。
流鏑馬（やぶさめ）
変形のレッグスプレッドとアームロックの複合技。さらに相手の体を仰向けにして極めるため、バックブリーカーも兼ねている。もともとは脊髄損傷と呼ばれていた。
地獄車（じごくぐるま）
左腕をロックした状態でのインプラントDDT。相手の左手首を左手で掴んだまま相手の頭部を抱えてDDTを繰り出す。
華厳（けごん）
変形のフィッシャーマンバスター。ブレーンバスターの体勢から、相手の片足を自身の首の後ろに回して持ち上げ、垂直落下で叩きつける。片足を固めたキン肉バスターといったところ。相手の首を肩に乗せるのではなく、背中に回すことにより強烈にマットに突き刺すことができる。
熨斗紙（のしがみ）
ゴリースペシャルのように、相手と背中合わせになった状態で相手を自分の背中に担ぎ上げ、そのまま後ろに倒れこむ変形のフェイスバスター。倒れ込む際に相手の両腕を離し、両足を掴んで勢いをつける。現在最も得意とするフィニッシュ・ホールド。
事実上の引退状態となってからは同期の土井、後輩の鷹木が継承している。
熨斗紙・幕引き
通常の熨斗紙の体勢から両手を絡ませたまま倒れ込むような形で繰り出す。
熨斗紙・絶界
リング外に向けて放つ熨斗紙。自らはリング外に落ちるような形で相手の顔面をマットの固い部分にぶつける危険技。絶界という名前は自身のブログで発表したもの。
熨斗紙・翼（-つばさ）
リバースのブレーンバスターで相手を自分の後ろに投げて、空中の相手をリバースの熨斗紙（相手をおんぶで背負う）の形でキャッチして後ろに倒れ込む。熨斗紙は顔面を叩きつけるが、こちらは後頭部を叩きつける形になる。相手が背中で翼の様になるので熨斗紙・翼と名付けられた。
舞蹴〇七（まいけるぜろなな、旧名：マイケ〜ル）
パワーボムの体勢に相手をとらえ、相手の片腕を自分の腹と相手の背中の間に挟み、足を4の字にして仕掛けるパイルドライバー。フロリダ・ブラザーズ時代に開発。
絶華（ぜっか）
相手の腕を膝の裏に挟むようにして固め、そのまま相手の両足を組ませて（ミラノコレクションA.T.のパラダイスロックのような形）胡坐に座らせてから、相手の頭部を蹴り上げる。
暗転（あんてん）
変形のサムソンクラッチ。パワーボムの体勢になった際、回転しながら仰向けに倒れこみ、前方に丸め込む。
月読（つくよみ）
コンプリートショットからの変形のジャベ。
顔面蹴り
戸澤塾卒業後に多用するようになった。入る角度はかなりえぐい。相手をコーナーポストに置き、「シーっ」と言って観客を静かにさせてからの蹴りは音や角度からかなりの威力を持つ。
以下の技はタッグマッチでのみで見られた技である。正式な技名が不明なので知っておられる方の編纂を求めます。
ルシアン・レッグ・スリープ
河津落としとDDTの複合技。
タッグマッチの試合中相手二人が相対した位置で立っている時に使用する技。
自分に背を向けている相手の背中を押し、その押した相手がもう一人の相手とぶつかりDDTを掛ける形になった時に、素早く自分に背を向けている方の相手に河津落としを決め、同時にDDTを相手同士で掛けさせる技。
相手二人が共に自分の方を向いている時には、手前に居る相手を押してもう一人とぶつからせて顎砕きの形にし、手前の相手の脚を素早く薙ぎ払って、相手同士で顎砕きを掛けさせてから、上記の技に移行する。
ボストンクラブ/キャメルクラッチコンビネーション
その名の通り海老反り固めと駱駝固めの複合技。
一人を俯せにし、それにもう一人を上下逆さまに俯せに重ね上の相手の脚を下の相手の腕の下に入れ、腰に跨り上の相手の脇を太股に乗せ、下の相手の足首を以て後方に反って締め上げる。
卍固め
レッグロックとの複合技。
一人をうつ伏せにし、その左脚ともう一人の相手の右脚をレッグロックの形に絡めてから、立っている相手に卍固めを極める技。二人分の体重が下になっている相手の脚に係る為、足首や膝などに激痛が走る。
新井健一郎とのタッグの時には、新井が下になっている相手にキャメルクラッチを極める事がある。
斎藤了はかつてこの技で下になった為にギブアップした事がある。
バックパック・バーティカル・スープレックス
バックパックドロップと脳天砕きの複合技。
相手の一人をバックパックドロップの体勢に取り、その相手を背負ったまま、もう一人の相手をブレインバスターの体勢に取って後方に投げ、同時にバックパックドロップをかける技。試合の展開によって技の入り方にバリエーションがある。

## タイトル歴
DRAGON GATE
- オープン・ザ・ツインゲート王座
- オープン・ザ・トライアングルゲート王座
- インターナショナルジュニアヘビー級タッグ王座

## テーマ曲
- Ashes In Your Mouth / メガデス
- 戸澤塾・塾歌（戸澤塾時代）

本人仕様のバージョンも使用した。
- SPIDER THREAD / BILLY & THE SLUTS（現在使用）

## その他
- 弱点はカバージョ（キャメルクラッチ）。岩佐がカバージョをかけられると、すぐにセコンドの三島がタオルを投げてTKO負けとなってしまう。「岩佐軍団結成への道15番勝負」では最終戦を除いて全試合カバージョによるTKO負けとなっている（ストーカー市川戦のみ、自分がカバージョを仕掛けているのに興奮した三島がタオルを投げTKO負けになってしまった）。ちなみに最終戦はカバージョによるギブアップ負け（対戦相手は三島）。
- CIMAとのタイトルマッチが決定した後、東京スポーツの紙面で生まれつき手の両ひらを開かせることができず（入浴してふやけた状態でも開かせると脱臼する）、腕や筋肉や神経が成長しづらい病気を持っていることを告白した。筋肉の成長のしづらさを補うために頭の回転が早くなるようにしている、現在は心配を掛けさせないため親には完治したと嘘をついているらしい。
- プロレスラーになったきっかけはCIMAを見たから。同世代で障害を持たず活躍していたので当時は憧れではなく嫉妬や妬みを抱いていたらしい。
- そのCIMAとは、岩佐卓典（岩佐軍団結成への道）、マイケル岩佐（King Of Gate）、岩佐拓（オープン・ザ・ドリームゲート王座戦）で計3度シングル戦を戦った。ギミックもリングネームも違う時期に戦っていることから、CIMAがレスラーとしての分岐点になっている。
- メキシコ修業時代にはオリジナル技をA4のノートにびっしり書き溜めた。その数は1000を軽く超えている（その中でプロレス技として成立するのは10くらい）。なお、現在のフィニッシュの熨斗紙やT2P時代に多用していたゴライアス・バードイーターも正真正銘、彼のオリジナルである。